# Церква Різдва Пресвятої Богородиці (Стеблівка)
Церква Різдва Пресвятої Богородиці (Стеблівка) — готична церква в селі Стеблівка, Хустського району, Закарпатської області, пам'ятка архітектури національного значення (№ 228).

## Історія
Церква Різдва Пресвятої Богородиці, датована 1643 роком, перебудована в 1797 р. є зразком так званої «мармароської готики». Верхня частина церкви, у тому числі дах і вежа над бабинцем, були увінчані гострим шпилем, чотирма меншими баштами по периметру та були споруджені під час перебудови церкви у 1794 році на зрубах (з дубових колод довжиною 14 м), які збереглися з її побудови. Башти і шпиль були увінчані кованими мереживними хрестами.
1994 року через влучання блискавки церква зайнялась та згоріла. У 2009—2010 роках ініціативна група греко-католицької громади села (складає близько 10 % його мешканців) розпочала роботу з консервації церкви. Так у 2009—2011 роках були проведені роботи з укріплення споруди та її гідроізоляції. Зверху руїни накрили дерев'яним захисним накриттям, покритим гонтом, яке стоїть на підпорах та в якому розподілено вагу конструкції для унеможливлення подальшого руйнування споруд. Укриття є тимчасовим довготривалим рішенням, а його підняття над руїнами церкви дозволяє вентиляції повітря. Накриття побудоване також з метою рідкого (кілька разів на рік) використання споруди для здійснення богослужень (на свято Різдва Пресвятої Богородиці та Успіння Богородиці, до її повноцінного відновлення.

## Архітектура церкви до пожежі

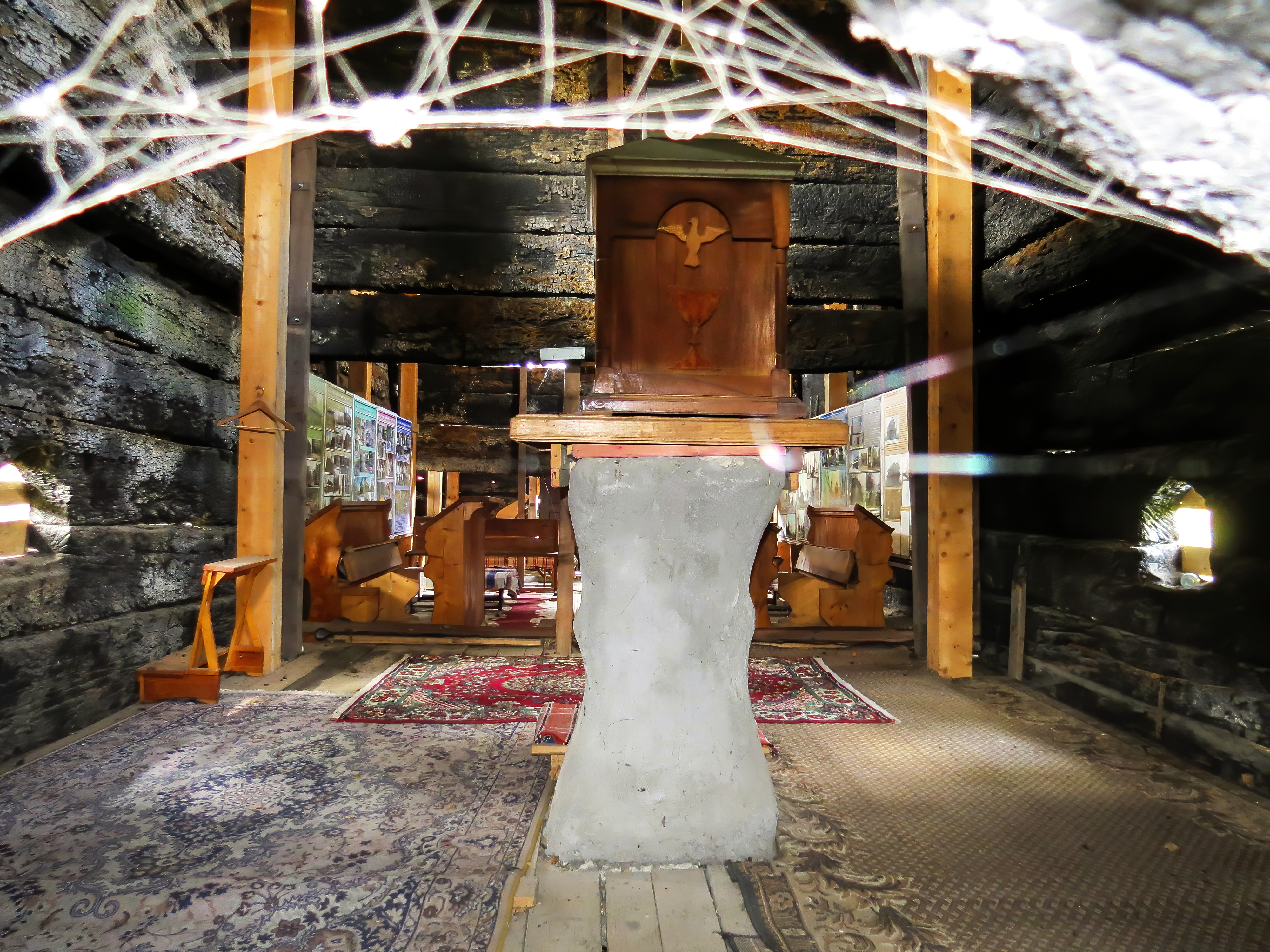
Інтер'єр церкви

Церква побудована з дубових брусів, та покрита гонтом. В плані церква тризрубна, де зруби нави та бабинця рівноширокі, а зруб вівтаря вужчий у формі тригранної апсиди, та перекриті коробовим склепінням. Над бабинцем була вежа увінчана гострим шпилем з фартухом у його сонови, та чотирма меншими шпилями по периметру. Також вежа мала підсябиття. Над навою встановлено вищий та більший двосхилий дах, а менший гранчастий дах установлено над вівтарем. Церква опоясувалась піддашшям. Над притвором була арочна галерея. До закритого ґанку з арковими прорізами вів портал. Під опасанням були маленькі віконця, які мали аркові завершення. Вище опасання були квадратні віконця у вівтарі і здвоєні, прямокутні віконця в наві. Віконця були загратовані кованими гратами. Одвірки порталу і вхідних дверей були прикрашені різьбою у вигляді виноградної лози в барочному стилі. В інтер'єрі церкви як і в екстер'єрї також присутня декоративна різьба. Розписи стін церкви, датовані початком XIX ст., здійсненювали місцеві майстри, зокрема Петро Токарьов. У церкві до пожежі також був іконостас з образами XVIII ст..
В документах єпархії, датованих 1751 р., церкву згадано як вкриту шинґлами (гонтом), в доброму стані, з двома дзвонами, присвячену св. Параскеві, освячену невідомим священником. В документах 1801 р. є такий запис: «.. .Церква нова із дубових бервен составлена, турня на фундаменті мурованом є поставлена, має 3 звони, но требуєт на єдні ризи 119 Ринских, на іконостас 350 Ринск., а на мальованя 850 Ринских».

## Дзвіниця
Дзвіниця церкви була розідрана в 90-х роках і перенесена до нової церкви, проте після того її такох розібрали. ЇЇ складові зберігалися поруч з церквою, а дзвони «Андрей», «Георгій» і «Михал» перенесені в нову дзвіницю.